# 海迪·佩希施泰因
海迪·佩希施泰因（德語：Heidi Pechstein，1944年7月4日—），德国女子游泳运动员。她曾代表德国联队参加1960年和1964年夏季奥林匹克运动会游泳比赛，其中1960年奥运会获得一枚铜牌。